# Gora ta gora
Gora ta gora (en castellano "Arriba y Arriba") es el himno del Partido Nacionalista Vasco (PNV). Su música es una melodía popular y anónima que antiguamente se solía interpretar en el comienzo de los bailes como saludo a la bandera. Su letra fue compuesta por Sabino Arana, fundador del PNV y creador de muchos símbolos actuales del nacionalismo vasco como la ikurriña.
La melodía del Gora ta gora (sin la letra) constituye el actual himno del País Vasco, adoptado en 1983.

Gora ta Gora Euzkadi

aintza ta aintza

bere goiko Jaun Onari.

Areitz bat Bizkaian da

Zar, sendo, zindo

bera ta bere lagia lakua

Areitz gainean dogu

gurutza deuna

beti geure goi buru

Abestu gora Euzkadi

aintza ta aintza

bere goiko Jaun Onari
Arriba y Arriba Euskadi

gloria y gloria 

a su buen Dios. 

Hay un roble en Vizcaya 

viejo, fuerte, sano 

como él mismo y su ley

En el roble encontramos 

la cruz santa 

siempre nuestro lema 

Canta “Arriba Euskadi” 

gloria y gloria 

a su buen Dios